# Андре Куїспе
Андре Ренато Куїспе Фаджардо (ісп. André Renato Quispe Fajardo; нар. 1 жовтня 1990) — чилійський борець вільного та греко-римського стилів, дворазовий срібний призер чемпіонатів Південної Америки, срібний призер Південноамериканських ігор з вільної боротьби.

## Життєпис
Боротьбою почав займатися з 2005 року. Того ж року на Панамериканському чемпіонаті серед кадетів став срібним призером у змаганнях з греко-римської боротьби та бронзовим призером у змаганнях з вільної боротьби. У 2010 році також взяв участь у змаганнях з обох видів боротьби на Панамериканському чемпіонаті серед юніорів, посівши п'яте місце у змаганнях з греко-римської боротьби та восьме місце у змаганнях з вільної боротьби.
Виступає за борцівський клуб «Спарта» Сантьяго Національної федерації боротьби Чилі. Тренер — Евгеніо Монтеро.

## Спортивні результати на міжнародних змаганнях

### Виступи на чемпіонатах світу
| Змагання                        | Збірна | Вагова категорія          | Місце |
| ------------------------------- | ------ | ------------------------- | ----- |
| Чемпіонат світу з боротьби 2011 | Чилі   | вільна боротьба, до 55 кг | 32    |
| Чемпіонат світу з боротьби 2014 | Чилі   | вільна боротьба, до 57 кг | 30    |
| Чемпіонат світу з боротьби 2015 | Чилі   | вільна боротьба, до 57 кг | 32    |

### Виступи на Панамериканських чемпіонатах
| Змагання                                   | Збірна | Вагова категорія          | Місце |
| ------------------------------------------ | ------ | ------------------------- | ----- |
| Панамериканський чемпіонат з боротьби 2012 | Чилі   | вільна боротьба, до 55 кг | 9     |
| Панамериканський чемпіонат з боротьби 2013 | Чилі   | вільна боротьба, до 55 кг | 5     |
| Панамериканський чемпіонат з боротьби 2015 | Чилі   | вільна боротьба, до 57 кг | 8     |
| Панамериканський чемпіонат з боротьби 2016 | Чилі   | вільна боротьба, до 61 кг | 6     |
| Панамериканський чемпіонат з боротьби 2017 | Чилі   | вільна боротьба, до 57 кг | 8     |

### Виступи на Панамериканських іграх
| Змагання                  | Збірна | Вагова категорія          | Місце |
| ------------------------- | ------ | ------------------------- | ----- |
| Панамериканські ігри 2011 | Чилі   | вільна боротьба, до 55 кг | 6     |

### Виступи на чемпіонатах Південної Америки
| Змагання                                    | Збірна | Вагова категорія          | Місце  |
| ------------------------------------------- | ------ | ------------------------- | ------ |
| Чемпіонат Південної Америки з боротьби 2012 | Чилі   | вільна боротьба, до 55 кг | 5      |
| Чемпіонат Південної Америки з боротьби 2013 | Чилі   | вільна боротьба, до 55 кг | Срібло |
| Чемпіонат Південної Америки з боротьби 2015 | Чилі   | вільна боротьба, до 57 кг | Срібло |
| Чемпіонат Південної Америки з боротьби 2016 | Чилі   | вільна боротьба, до 61 кг | 4      |

### Виступи на Південноамериканських іграх
| Змагання                       | Збірна | Вагова категорія          | Місце  |
| ------------------------------ | ------ | ------------------------- | ------ |
| Південноамериканські ігри 2014 | Чилі   | вільна боротьба, до 57 кг | Срібло |

### Виступи на інших змаганнях
| Змагання                                                               | Збірна | Вагова категорія          | Місце |
| ---------------------------------------------------------------------- | ------ | ------------------------- | ----- |
| Олімпійський кваліфікаційний турнір з боротьби 2012 (Кіссіммі-Орландо) | Чилі   | вільна боротьба, до 55 кг | 6     |
| Боліваріанські ігри 2013                                               | Чилі   | вільна боротьба, до 55 кг | 7     |
| Кубок Бразилії з боротьби 2014                                         | Чилі   | вільна боротьба, до 57 кг | 5     |
| Олімпійський кваліфікаційний турнір з боротьби 2016 (Фріско)           | Чилі   | вільна боротьба, до 57 кг | 0     |

### Виступи на змаганнях молодших вікових груп
| Змагання                                                 | Збірна | Вагова категорія                 | Місце  |
| -------------------------------------------------------- | ------ | -------------------------------- | ------ |
| Панамериканський чемпіонат з боротьби серед юніорів 2010 | Чилі   | греко-римська боротьба, до 60 кг | 5      |
| Панамериканський чемпіонат з боротьби серед юніорів 2010 | Чилі   | вільна боротьба, до 55 кг        | 8      |
| Чемпіонат світу з боротьби серед юніорів 2010            | Чилі   | вільна боротьба, до 55 кг        | 29     |
| Панамериканський чемпіонат з боротьби серед кадетів 2005 | Чилі   | вільна боротьба, до 50 кг        | Бронза |
| Панамериканський чемпіонат з боротьби серед кадетів 2005 | Чилі   | греко-римська боротьба, до 50 кг | Срібло |